# Zhou Long
Zhou Long (周龍T, 周龙S, Zhōu LóngP) (Pechino, 8 luglio 1953) è un compositore cinese naturalizzato statunitense.
Nel 2011 ha vinto il Premio Pulitzer per la musica.

## Biografia
Nato in una famiglia di artisti, iniziò a studiare pianoforte fin da piccolo. A causa delle restrizioni artistiche attuate durante la Rivoluzione culturale, fu costretto a ritardare gli studi di pianoforte e a vivere in una fattoria statale dove gestiva un trattore. Il paesaggio deserto con forti venti e continui incendi in cui visse durante la rivoluzione culturale creò una profonda influenza sulle sue composizioni anche in epoca attuale.
Verso la fine della rivoluzione culturale, poté riprendere i suoi studi musicali nei settori della composizione, teoria musicale, direzione d'orchestra e della musica tradizionale cinese. Un anno dopo la fine della rivoluzione culturale, Zhou fu uno dei cento studenti, scelti tra diciottomila candidati, a poter studiare al Conservatorio Centrale di Musica di Pechino, appena riaperto nel 1977. Dal 1977 al 1983 studiò composizione con Su Xia.

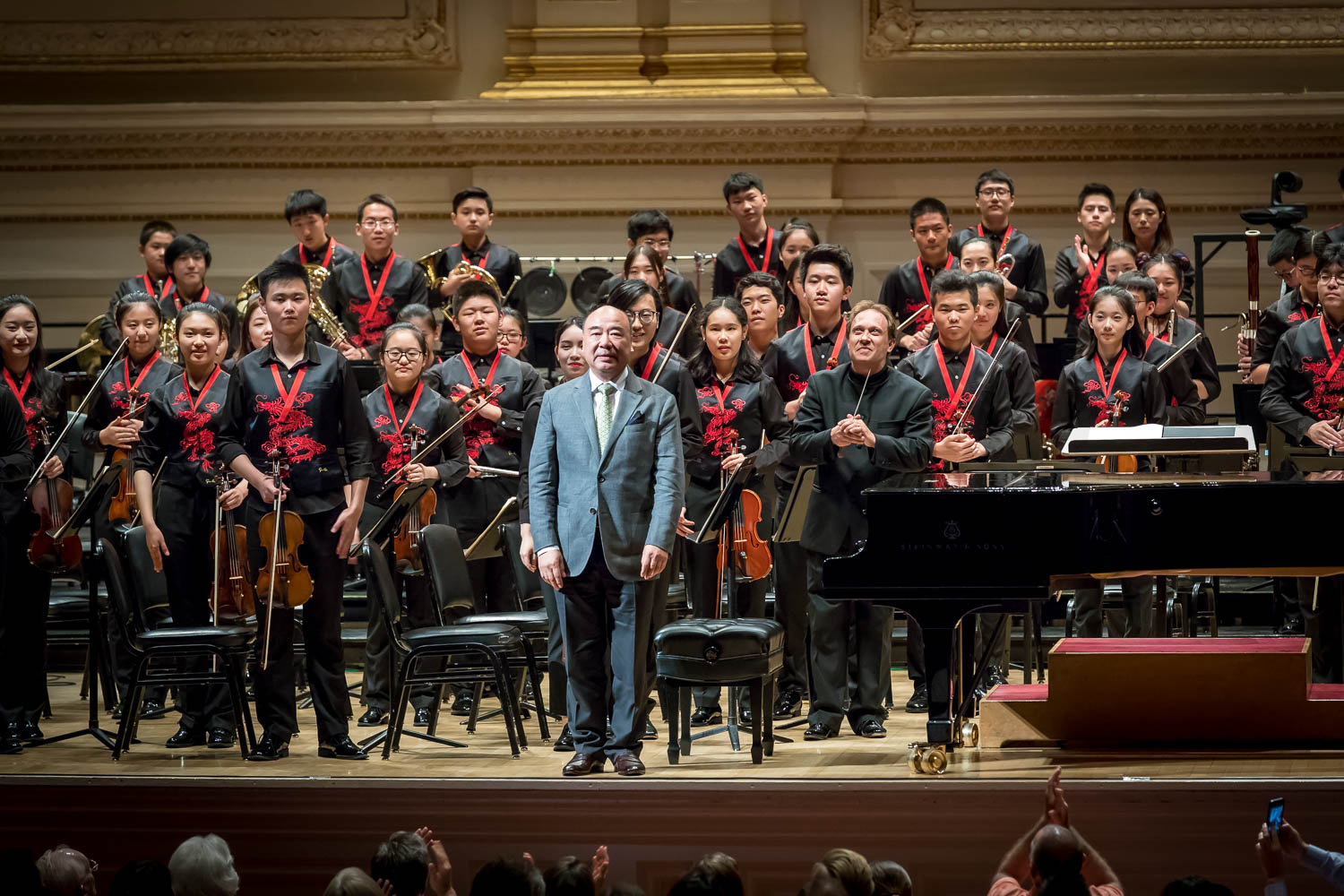
Zhou Long, con il direttore Ludovic Morlot e la National Youth Orchestra of China, riceve gli applausi per l'esecuzione della sua composizione originale "The Rhyme of Taigu" alla Carnegie Hall il 22 luglio 2017.

Dopo la laurea nel 1983, venne nominato compositore residente presso l'Orchestra sinfonica della televisione cinese. Poco dopo l'assunzione dell'incarico si recò negli Stati Uniti con una borsa di studio per frequentare la Columbia University e proseguire i suoi studi di composizione con Chou Wen-chung, Mario Davidovsky e George Edwards, ricevendo un dottorato in arti musicali nel 1993. Vivendo a Brooklyn divenne il direttore musicale dei Music From China, gruppo fondato nel 1984 con l'obiettivo di presentare concerti di musica tradizionale cinese negli Stati Uniti. Sotto la direzione di Zhou Long, Music From China ampliò i suoi obiettivi originali per comprendere anche opere cinesi contemporanee che riflettono il mondo sonoro cinese e occidentale e le lingue musicali.
Nel 2002, Zhou Long è stato il compositore residente di Music Alive!, il Silk Road Project Festival della Seattle Symphony Orchestra con Yo-Yo Ma, mentre ricopriva la posizione di Distinguished Professor of Composition presso il Conservatorio di musica dell'Università del Missouri-Kansas City. Dal 2004 al 2005 è stato compositore residente al Cleveland Institute of Music. Ha inoltre tenuto numerose masterclass e conferenze al Brooklyn College, alla Columbia University, alla U.C. Berkeley, al Conservatori centrale di musica di Pechino e in molti dei migliori conservatori degli Stati Uniti. Nel corso degli anni ha ampliato le sue opere dal mondo della musica ad altri generi artistici, collaborando con H.T. Chen, Chiang Chin, Gao Xingjian, Loni Ding, Ellen Perry e molti altri.
Dopo un decennio, ha ricevuto dall'ASCAP, l'Adventurous Programming Award nel 1999. Nel 2011 ha vinto il Premio Pulitzer per la musica per la sua opera, Madame White Snake, presentata per la prima volta il 26 febbraio 2010 dall'Opera Boston al Cutler Majestic Theatre. Zhou Long è cittadino degli Stati Uniti dal 1999 ed è sposato con la compositrice-violinista Chen Yi.
Nel luglio 2017, l'Orchestra giovanile nazionale cinese, diretta da Ludovic Morlot della Seattle Symphony, ha eseguito il pezzo di Zhou Long The Rhyme of Taigu in una Carnegie Hall esaurita.

## Stile musicale
Accompagnato da altri compositori cinesi come Tan Dun, Bright Sheng e Chen Yi, Zhou Long e i suoi contemporanei entrarono tutti principalmente nei conservatori di Pechino e Shanghai subito dopo la rivoluzione culturale. Dopo gli studi, giunsero tutti negli Stati Uniti alla ricerca di diplomi superiori e fecero evolvere la loro musica intrecciando elementi della loro vecchia e nuova cultura musicale.
Considerandosi né un compositore esclusivamente cinese né statunitense, Zhou attinge alle influenze di entrambe le tradizioni musicali per creare suoni unici e inauditi nei circoli musicali occidentali. Dopo l'arrivo negli Stati Uniti, una cultura diversa dalla Cina (soprattutto negli anni successivi alla rivoluzione culturale), la diversa cultura musicale in America gli permise di esplorare il suo mondo espressivo, ampliare le sue tecniche compositive e ottenere un proprio linguaggio musicale. Dice: "Pensando a cosa potremmo fare per condividere culture diverse nella nostra nuova società, ho composto musica per raggiungere il mio obiettivo di migliorare la comprensione tra persone di diversa estrazione. Le mie concezioni sono spesso venute dall'antica poesia cinese." A questo proposito, Zhou utilizza le risorse degli spettri sonori e delle tradizioni di due culture diverse, nonché i media e la tecnologia. Scrive: “I versi di una poesia possono darti la cornice, i movimenti della calligrafia possono darti il ritmo, un antico dipinto a inchiostro scuro può darti spazio, distanza e livelli e una varietà di sorgenti sonore può darti il colore. Infine, l'artigianato assicura la tua piena espressione".
Come descritto nelle sue stesse parole, Zhou lavora per catturare i timbri cinesi e i temi popolari e incorporarli nelle concezioni occidentali di armonia, cromatismo e spigolosità. Prende spesso anche suoni e melodie familiari, e li altera attraverso dissonanze e colpi di scena tematici.